# بانکو دی شیلی

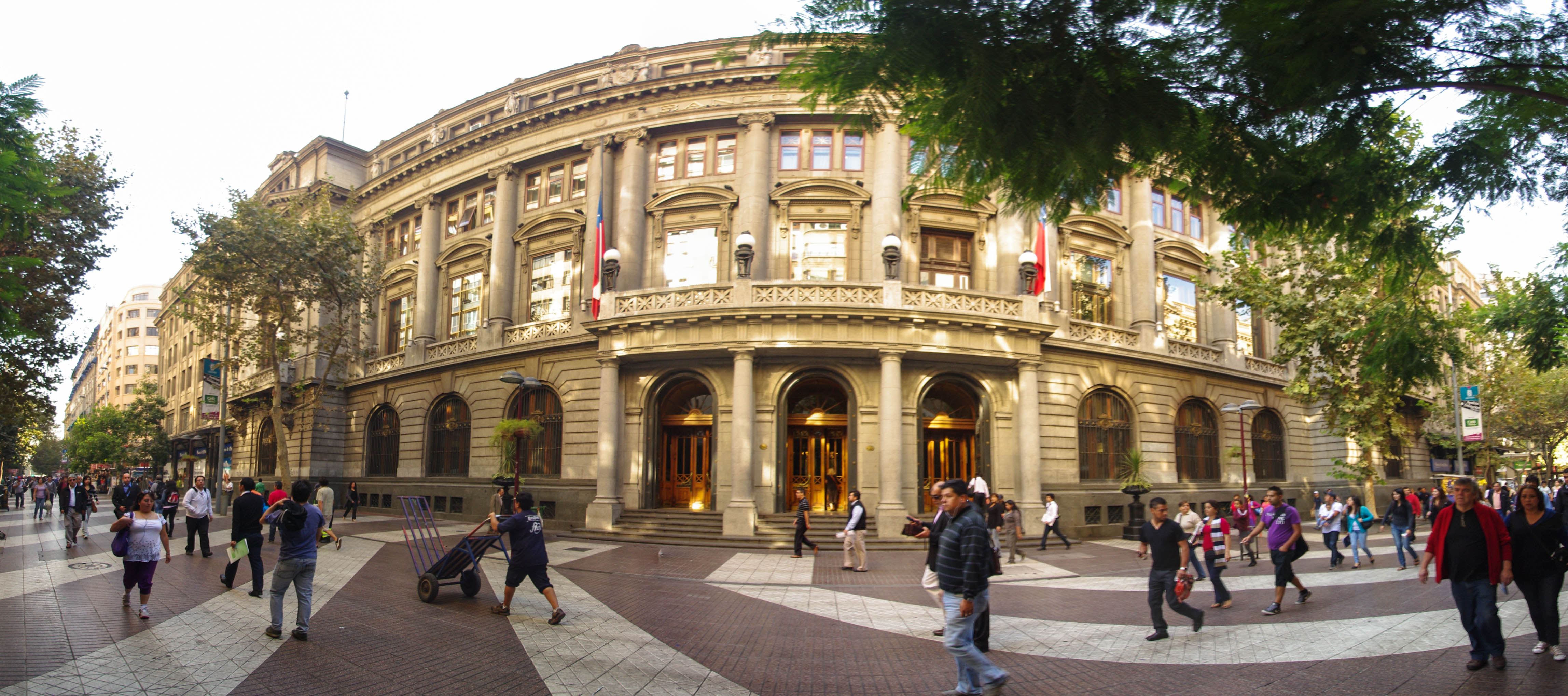
شعبه مرکزی بانکو دی شیلی در شهر سانتیاگو

بانکو دی شیلی (به اسپانیایی: Banco de Chile) شرکت خدمات مالی و بانکداری مستقر در شیلی است، که طیف وسیعی از خدمات بانکی شامل؛ بانکداری خرد، بانکداری شرکتی، مدیریت سرمایه‌گذاری و خدمات بیمه را ارائه می‌کند.
بانکو دی شیلی در سال ۱۸۹۳ از ادغام بانک کشاورزی شیلی (تأسیس ۱۸۶۹)، والپارایزو بانک (تأسیس ۱۸۵۵) و بانک ملی شیلی (تأسیس ۱۸۶۵) تأسیس شد و در حال حاضر با در اختیار داشتن شبکه‌ای از ۴۳۴ شعبه و ۱٫۹۱۵ دستگاه خودپرداز، پس از بانکو سانتاندر-شیلی، مالک دومین شبکه خدمات مالی در این کشور می‌باشد و در مجموع به‌عنوان بزرگترین بانک شیلی محسوب می‌شود.
شعبه مرکزی این بانک در شهر سانتیاگو، شیلی قرار دارد و بخشی از سهام آن در بازارهای بورس نیویورک، بورس مادرید و بورس اوراق بهادار سانتیاگو معامله می‌شود. سهام‌داران اصلی بانکو دی شیلی؛ سیتی‌گروپ و گروه کوئیننکو می‌باشند.